# 리그 오브 레전드 챔피언스 코리아
리그 오브 레전드 챔피언스 코리아(League of Legends Champions Korea)는 라이엇 게임즈에서 주최 및 주관하는 대한민국의 최상위 리그 오브 레전드 대회이다. 2012년부터 시행되어왔으며 2021시즌을 앞두고 프렌차이즈 제도를 새롭게 실시하였다.

## 대회 방식

### 시즌 2(2012년) ~ 2014 시즌
2014 시즌까지는 리그 오브 레전드 챔피언스라는 이름으로 진행되었으며, 전 시즌 우수 팀 8팀과 예선 통과 8팀, 총 16개 팀이 참가하여 16강 조별 리그 후 8강 토너먼트를 진행하는 방식으로 이루어졌다. 16강과 8강에서 탈락한 팀은 하부 리그인 나이스게임TV 리그 오브 레전드 배틀(NLB)로 강등되어 계속해서 시즌을 치르게 되었다. 대회 또한 3시즌제로 진행되어 윈터, 스프링, 서머 시즌이 진행되었으며, 매 시즌 획득한 서킷 포인트를 통해 리그 오브 레전드 월드 챔피언십에 참가할 팀을 선발하였다.
참가 가능한 팀은 한 구단에 최대 2개 팀까지 허용되었으며, 각 팀내 선수의 수는 최소 5명에서 최대 7명까지 허용되었다.

### 2015 시즌 ~ 2018 시즌
2015 시즌부터 대회명이 리그 오브 레전드 챔피언스 코리아로 변경되었으며, 윈터, 스프링, 서머의 3시즌제에서 스프링, 서머의 2시즌제로 바뀌었다. 대회 방식 또한 토너먼트제에서 풀리그 후 플레이오프 방식으로 바뀌었다. 참가 팀 또한 16팀에서 10팀(2015 스프링 시즌에 한해 8팀)으로 줄어들었으며 단일 클럽 내 복수 팀의 참가가 불가능하게 바뀌었다. 풀리그 후 플레이오프 진출 방식은 이러하다. 먼저 정규시즌 1위를 차지한 팀은 바로 결승전으로 직행하고 4위팀과 5위팀은 와일드카드 결정전을 통해 3위팀과의 준플레이오프를 치를 팀을 결정했다. 그리고 준플레이오프에서 승리한 팀은 2위팀과의 플레이오프를 통해 결승 진출 여부를 결정지었다. 반대로 정규시즌 6위부터 8위팀까지는 포스트시즌 진출에 실패하더라도 챔피언스 코리아에 잔류하며 챔피언스 9·10위팀은 리그 오브 레전드 챌린저스 코리아 우승·준우승팀과의 승강결정전(승강전)을 통해 참가팀 교체 여부를 결정짓는 방식으로 진행되었다.

### 2019 시즌 ~ 2020 시즌
2019 시즌부터 대회명에 다시 타이틀 스폰서가 붙기 시작하였으며 라이엇 게임즈에서 직접 주관하게 되었다. 2021 스프링 시즌부터는 프랜차이즈가 도입되면서 2020 서머 승강전을 끝으로 챌린저스 코리아와의 승강제가 폐지되었다.

### 2021 시즌 ~ 2024 시즌
LCK 스프링 2021 시즌부터는 KBL의 6강 포스트시즌 방식을 차용한 제도가 도입됨에 따라 정규시즌 1위팀은 결승 직행 대신 2위팀과 함께 4강 플레이오프에 직행하고 3위부터 6위팀까지는 6강 플레이오프에 직행한다. 특히 1위팀에게는 4강 플레이오프 상대를 결정할 수 있는 어드밴티지가 주어지며 6강 플레이오프에서 승리한 2팀은 정규시즌 1·2위팀과 함께 결승 티켓을 놓고 자웅을 겨루며 4강 플레이오프에서 승리한 2팀은 결승에 직행하여 우승의 향방을 결정짓는다.
2022년 7월 25일, 프렌차이즈 도입 2년 차를 맞은 LCK가 지정선수 특별 협상, 공인 에이전트, 신인선수 육성권 제도 도입을 예고했다.

### 2025 시즌 ~ 현재
2024년 10월 29일, 세 번의 국제 대회를 진행하는 것으로 변화가 생겨 이에 맞춰 LCK는 2025시즌을 앞두고 대회 방식 개편을 예고했다. 1~2월, LCK컵이 진행될 예정이다. LCK 정규 시즌에 포함되지 않는 대회로 첫 번째 국제 대회 진출권을 두고 경쟁하는 대회이다. 4~9월, 스프링과 서머가 통합되어 단일 시즌으로 대회가 진행될 예정이다. 4~5월, 정규 시즌 1~2라운드가 진행되고 상위 6개 팀이 MSI 선발전에 진출한다. 상위 2개 팀이 MSI에 진출한다. 7~9월, 1~2라운드 성적을 토대로 팀을 상하위 스플릿으로 나눠 정규 시즌 3~5라운드가 진행되고, 플레이-인과 플레이오프를 거쳐 최종 순위를 산정한다. Worlds는 별도의 선발전 없이 단일 시즌의 최종 순위 1~3위가 진출한다. MSI 우승 팀이 LCK 소속인 경우 네 번째 시드로 Worlds에 진출할 자격을 얻는다.
또한, 2025시즌 LCK컵 대회부터 선택과 금지 단계(밴픽)에서 피어리스 드래프트 방식이 도입된다. 이 방식은 이전 세트에 선택된 챔피언이 다음 세트에 누적 금지되는 방식이다.

## 주관 방송사
2012년 리그 창설부터 2016년 스프링 시즌까지 OGN 단독으로 리그 오브 레전드 챔피언스 코리아를 주관하였으며 2016년 서머 시즌부터는 SPOTV GAMES가 리그 오브 레전드 챔피언스 코리아 중계에 참여, 두 개의 방송사에서 리그 오브 레전드 챔피언스 코리아를 중계하였다. 2019년 스프링 시즌부터는 라이엇 게임즈에서 직접 중계하며, 트위치, 아프리카TV 페이스북, SBS afreeca 채널, 네이버TV, 유튜브 등에서 송출 하고 있다. 2020년에는 OGN이 녹화방송으로 중계에 재참여하게 되었다.

## 챔피언십 포인트
챔피언십 포인트는 리그 오브 레전드 월드 챔피언십 지역 대표 선발을 위한 제도다. 3~6위는 각 시즌 스플릿 순위로 결정된다. 누적된 챔피언십 포인트에 따라서 지역 대표 선발전을 진행한다. 2021년 기준, 총 4개팀이 Worlds에 진출한다.
| 순위   | 스프링 시즌 | 서머 시즌   |
| ------ | ----------- | ----------- |
| 우승   | 90 MSI 진출 | Worlds 진출 |
| 준우승 | 70          | 100         |
| 3위    | 50          | 80          |
| 4위    | 30          | 50          |
| 5위    | 20          | 30          |
| 6위    | 10          | 20          |

## 현재 참가팀
- 하기의 순번은 리그 오브 레전드 월드 챔피언십 2024의 성적을 포함한 것이다.

| #  | 팀명              | 비고 |
| -- | ----------------- | ---- |
| 1  | T1                |      |
| 2  | Gen.G             |      |
| 3  | 한화생명 e스포츠  |      |
| 4  | Dplus KIA         |      |
| 5  | KT 롤스터         |      |
| 6  | BNK FearX         |      |
| 7  | DN 프릭스         |      |
| 8  | 농심 레드포스     |      |
| 9  | DRX               |      |
| 10 | OK저축은행 브리온 |      |

## 역대 대회 및 결과
| 연도 | 대회   | 우승팀             | 점수  | 준우승팀           |
| ---- | ------ | ------------------ | ----- | ------------------ |
| 2012 | 스프링 | MIG 블레이즈       | 3 : 0 | MIG 프로스트       |
| 2012 | 서머   | 아주부 프로스트    | 3 : 2 | CLG.EU             |
| 2013 | 윈터   | 나진 소드          | 3 : 0 | 아주부 프로스트    |
| 2013 | 스프링 | MVP 오존           | 3 : 0 | CJ 엔투스 블레이즈 |
| 2013 | 서머   | SK 텔레콤 T1       | 3 : 2 | KT 롤스터 불리츠   |
| 2014 | 윈터   | SK 텔레콤 T1 K     | 3 : 0 | 삼성 갤럭시 오존   |
| 2014 | 스프링 | 삼성 갤럭시 블루   | 3 : 1 | 나진 화이트 실드   |
| 2014 | 서머   | KT 롤스터 애로우즈 | 3 : 2 | 삼성 갤럭시 블루   |
| 2015 | 스프링 | SK 텔레콤 T1       | 3 : 0 | GE 타이거즈        |
| 2015 | 서머   | SK 텔레콤 T1       | 3 : 0 | KT 롤스터          |
| 2016 | 스프링 | SK 텔레콤 T1       | 3 : 1 | 락스 타이거즈      |
| 2016 | 서머   | 락스 타이거즈      | 3 : 2 | KT 롤스터          |
| 2017 | 스프링 | SK 텔레콤 T1       | 3 : 0 | KT 롤스터          |
| 2017 | 서머   | 롱주 게이밍        | 3 : 1 | SK 텔레콤 T1       |
| 2018 | 스프링 | 킹존 드래곤 X      | 3 : 1 | 아프리카 프릭스    |
| 2018 | 서머   | KT 롤스터          | 3 : 2 | 그리핀             |
| 2019 | 스프링 | SK 텔레콤 T1       | 3 : 0 | 그리핀             |
| 2019 | 서머   | SK 텔레콤 T1       | 3 : 1 | 그리핀             |
| 2020 | 스프링 | T1                 | 3 : 0 | Gen.G              |
| 2020 | 서머   | 담원 게이밍        | 3 : 0 | DRX                |
| 2021 | 스프링 | DWG KIA            | 3 : 0 | Gen.G              |
| 2021 | 서머   | DWG KIA            | 3 : 1 | T1                 |
| 2022 | 스프링 | T1                 | 3 : 1 | Gen.G              |
| 2022 | 서머   | Gen.G              | 3 : 0 | T1                 |
| 2023 | 스프링 | Gen.G              | 3 : 1 | T1                 |
| 2023 | 서머   | Gen.G              | 3 : 0 | T1                 |
| 2024 | 스프링 | Gen.G              | 3 : 2 | T1                 |
| 2024 | 서머   | 한화생명 e스포츠   | 3 : 2 | Gen.G              |

## 기록과 통계

### 우승 기록
| 팀                | 우승 | 준우승 | 우승 시즌 | 준우승 시즌                                                            |
| ----------------- | ---- | ------ | --- | ---------------------------------------------------------------------- |
| T1                | 10   | 6      | 2013 서머, 2014 윈터, 2015 스프링, 2015 서머, 2016 스프링, 2017 스프링, 2019 스프링, 2019 서머, 2020 스프링, 2022 스프링 | 2017 서머, 2021 서머, 2022 서머, 2023 스프링, 2023 서머, 2024 스프링   |
| Gen.G             | 5    | 6      | 2014 스프링, 2022 서머, 2023 스프링, 2023 서머, 2024 스프링                                                              | 2014 윈터, 2014 서머, 2020 스프링, 2021 스프링, 2022 스프링, 2024 서머 |
| Dplus KIA         | 3    | 0      | 2020 서머, 2021 스프링, 2021 서머                                                                                        |                                                                        |
| KT 롤스터         | 2    | 4      | 2014 서머, 2018 서머 | 2013 서머, 2015 서머, 2016 서머, 2017 스프링                           |
| CJ 엔투스         | 2    | 3      | 2012 스프링, 2012 서머                                                                                                   | 2012 스프링, 2013 윈터, 2013 스프링                                    |
| 한화생명 e스포츠  | 2    | 2      | 2016 서머, 2024 서머 | 2015 스프링, 2016 스프링                                               |
| DRX               | 2    | 1      | 2017 서머, 2018 스프링                                                                                                   | 2020 서머                                                              |
| OK저축은행 브리온 | 1    | 1      | 2013 윈터 | 2014 스프링                                                            |
| MVP               | 1    | 0      | 2013 스프링 | —                                                                      |
| 그리핀            | 0    | 3      | — | 2018 서머, 2019 스프링, 2019 서머                                      |
| 윈터 폭스         | 0    | 1      | — | 2012 서머                                                              |
| 광동 프릭스       | 0    | 1      | — | 2018 스프링                                                            |

### 정규시즌 MVP
| 대회           | 소환사명 | 이름   | 포지션  | 당시 소속팀        | 비고 |
| -------------- | -------- | ------ | ------- | ------------------ | ---- |
| 2012-2013 윈터 | 막눈     | 윤하운 | 탑      | 나진 소드          |      |
| 2013 스프링    | 다데     | 배어진 | 미드    | MVP 오존           |      |
| 2013 서머      | 페이커   | 이상혁 | 미드    | SK 텔레콤 T1 K     |      |
| 2013-2014 윈터 | 페이커   | 이상혁 | 미드    | SK 텔레콤 T1 K     |      |
| 2014 스프링    | 다데     | 배어진 | 미드    | 삼성 갤럭시 블루   |      |
| 2014 서머      | 카카오   | 이병권 | 정글    | KT 롤스터 애로우즈 |      |
| 2015 스프링    | 듀크     | 이호성 | 탑      | 나진 e-mFire       |      |
| 2015 서머      | 썸데이   | 김찬호 | 탑      | KT 롤스터          |      |
| 2016 스프링    | 스멥     | 송경호 | 탑      | 락스 타이거즈      |      |
| 2016 서머      | 스멥     | 송경호 | 탑      | 락스 타이거즈      |      |
| 2017 스프링    | 크라운   | 이민호 | 미드    | 삼성 갤럭시        |      |
| 2017 서머      | 쿠로     | 이서행 | 미드    | 아프리카 프릭스    |      |
| 2017 서머      | 비디디   | 곽보성 | 미드    | 롱주 게이밍        |      |
| 2018 스프링    | 비디디   | 곽보성 | 미드    | 킹존 드래곤 X      |      |
| 2018 서머      | 칸       | 김동하 | 탑      | 킹존 드래곤 X      |      |
| 2019 스프링    | 쵸비     | 정지훈 | 미드    | 그리핀             |      |
| 2019 서머      | 캐니언   | 김건부 | 정글    | 담원 게이밍        |      |
| 2020 스프링    | 비디디   | 곽보성 | 미드    | Gen.G              |      |
| 2020 서머      | 쇼메이커 | 허수   | 미드    | 담원 게이밍        |      |
| 2021 스프링    | 캐니언   | 김건부 | 정글    | DWG KIA            |      |
| 2021 서머      | 피넛     | 한왕호 | 정글    | 농심 레드포스      |      |
| 2022 스프링    | 케리아   | 류민석 | 서포터  | T1                 |      |
| 2022 서머      | 룰러     | 박재혁 | AD 캐리 | Gen.G              |      |
| 2023 스프링    | 케리아   | 류민석 | 서포터  | T1                 |      |
| 2023 서머      |          | 손시우 | 서포터  | KT 롤스터          |      |

### 파이널 MVP
- 2019 서머 시즌까지는 포스트시즌 MVP로 시상

| 대회        | 소환사명 | 이름   | 포지션  | 당시 소속팀   | 비고 |
| ----------- | -------- | ------ | ------- | ------------- | ---- |
| 2015 스프링 | 이지훈   | 이지훈 | 미드    | SK 텔레콤 T1  |      |
| 2015 서머   | 페이커   | 이상혁 | 미드    | SK 텔레콤 T1  |      |
| 2016 스프링 | 듀크     | 이호성 | 탑      | SK 텔레콤 T1  |      |
| 2016 서머   | 쿠로     | 이서행 | 미드    | 락스 타이거즈 |      |
| 2017 스프링 | 피넛     | 한왕호 | 정글    | SK 텔레콤 T1  |      |
| 2017 서머   | 칸       | 김동하 | 탑      | 롱주 게이밍   |      |
| 2018 스프링 | 프레이   | 김종인 | 바텀    | 킹존 드래곤 X |      |
| 2018 서머   | 스코어   | 고동빈 | 정글    | KT 롤스터     |      |
| 2019 스프링 | 테디     | 박진성 | 바텀    | SK 텔레콤 T1  |      |
| 2019 서머   | 클리드   | 김태민 | 정글    | SK 텔레콤 T1  |      |
| 2020 스프링 | 커즈     | 문우찬 | 정글    | T1            |      |
| 2020 서머   | 너구리   | 장하권 | 탑      | 담원 게이밍   |      |
| 2021 스프링 | 칸       | 김동하 | 탑      | DWG KIA       |      |
| 2021 서머   | 쇼메이커 | 허수   | 미드    | DWG KIA       |      |
| 2022 스프링 | 오너     | 문현준 | 정글    | T1            |      |
| 2022 서머   | 피넛     | 한왕호 | 정글    | Gen.G         |      |
| 2023 스프링 |          | 김수환 | AD 캐리 | Gen.G         |      |
| 2023 서머   |          | 정지훈 | 미들    | Gen.G         |      |

### 1,000킬 달성 선수
| 순서 | 소환사명 | 이름   | 포지션 | 당시 소속팀      | 달성일자   | 통산    | 비고 |
| ---- | -------- | ------ | ------ | ---------------- | ---------- | ------- | ---- |
| 1    | 페이커   | 이상혁 | 미드   | SK 텔레콤 T1     | 2016,07.11 | 현역    |      |
| 2    | 프레이   | 김종인 | 바텀   | 락스 타이거즈    | 2016.07.21 | 1,685킬 |      |
| 3    | 뱅       | 배준식 | 바텀   | SK 텔레콤 T1     | 2017.03.02 | 1,680킬 |      |
| 4    | 스코어   | 고동빈 | 정글   | KT 롤스터        | 2017.03.05 | 1,509킬 |      |
| 5    | 쿠로     | 이서행 | 미드   | 아프리카 프릭스  | 2017.06.08 | 1,556킬 |      |
| 6    | 스멥     | 송경호 | 탑     | KT 롤스터        | 2018.03.01 | 1,340킬 |      |
| 7    | 앰비션   | 강찬용 | 정글   | Gen.G            | 2018.07.26 | 1,009킬 |      |
| 8    | 상윤     | 권상윤 | 바텀   | 한화생명 e스포츠 | 2019.02.13 | 1,191킬 |      |
| 9    | 데프트   | 김혁규 | 바텀   | 킹존 드래곤 X    | 2019.03.21 | 현역    |      |
| 10   | 테디     | 박진성 | 바텀   | T1               | 2020.02.26 | 현역    |      |
| 11   | 룰러     | 박재혁 | 바텀   | Gen.G            | 2020.04.01 | 현역    |      |
| 12   | 비디디   | 곽보성 | 미드   | Gen.G            | 2020.04.08 | 현역    |      |
| 13   | 고스트   | 장용준 | 바텀   | DWG KIA          | 2021.02.20 | 현역    |      |
| 14   | 피넛     | 한왕호 | 정글   | 농심 레드포스    | 2021.06.24 | 현역    |      |
| 15   | 쵸비     | 정지훈 | 미드   | 한화생명 e스포츠 | 2021.07.01 | 현역    |      |
| 16   | 플라이   | 송용준 | 미드   | 아프리카 프릭스  | 2021.07.29 | 1,041킬 |      |
| 17   | 쇼메이커 | 허수   | 미드   | DWG KIA          | 2021.08.28 | 현역    |      |
| 18   | 기인     | 김기인 | 탑     | 광동 프릭스      | 2022.03.05 | 현역    |      |
| 19   | 에이밍   | 김하람 | 바텀   | KT 롤스터        | 2022.07.06 | 현역    |      |
| 20   | 라스칼   | 김광희 | 탑     | KT 롤스터        | 2022.07.29 | 현역    |      |

### 2,000킬 달성 선수
| 순서 | 소환사명 | 이름   | 포지션 | 당시 소속팀 | 달성일자   | 통산 | 비고 |
| ---- | -------- | ------ | ------ | ----------- | ---------- | ---- | ---- |
| 1    | 페이커   | 이상혁 | 미드   | T1          | 2020.03.05 | 현역 |      |
| 2    | 데프트   | 김혁규 | 바텀   | DRX         | 2022.02.24 | 현역 |      |
| 3    | 룰러     | 박재혁 | 바텀   | Gen.G       | 2022.07.22 | 현역 |      |

### 킬 및 어시스트 통계
| #            | 이름         | 소환사명     | 킬           | 비고         |
| 2,000킬 이상 | 2,000킬 이상 | 2,000킬 이상 | 2,000킬 이상 | 2,000킬 이상 |
| ------------ | ------------ | ------------ | ------------ | ------------ |
| 1            | 이상혁       | 페이커       | 2654         |              |
| 2            | 김혁규       | 데프트       | 2205         |              |
| 3            | 박재혁       | 룰러         | 2104         |              |
| 1,000킬 이상 |              |              |              |              |
| 4            | 박진성       | 테디         | 1878         |              |
| 5            | 곽보성       | 비디디       | 1691         |              |
| 6            | 김종인       | 프레이       | 1685         | 은퇴         |
| 7            | 배준식       | 뱅           | 1679         | 은퇴         |
| 8            | 이서행       | 쿠로         | 1556         | 은퇴         |
| 9            | 고동빈       | 스코어       | 1509         | 은퇴         |
| 10           | 장용준       | 고스트       | 1476         |              |
| 11           | 정지훈       | 쵸비         | 1409         |              |
| 12           | 한왕호       | 피넛         | 1342         |              |
| 13           | 송경호       | 스멥         | 1340         | 은퇴         |
| 14           | 허수         | 쇼메이커     | 1259         |              |
| 15           | 권상윤       | 상윤         | 1191         | 은퇴         |
| 16           | 김기인       | 기인         | 1100         | [ 5 ]        |
| 17           | 송용준       | 플라이       | 1041         | 은퇴         |
| 18           | 강찬용       | 앰비션       | 1009         | 은퇴         |
| 19           | 김하람       | 에이밍       | 1002         | [ 6 ]        |
| 20           | 김광희       | 라스칼       | 1002         | [ 7 ]        |

| #                     | 이름                  | 소환사명              | 어시스트              | 비고                  |
| 4,000회 어시스트 이상 | 4,000회 어시스트 이상 | 4,000회 어시스트 이상 | 4,000회 어시스트 이상 | 4,000회 어시스트 이상 |
| --------------------- | --------------------- | --------------------- | --------------------- | --------------------- |
| 1                     | 강범현                | 고릴라                | 4137                  | 은퇴                  |
| 2                     | 이상혁                | 페이커                | 4055                  |                       |
| 3,000회 어시스트 이상 |                       |                       |                       |                       |
| 3                     | 고동빈                | 스코어                | 3549                  | 은퇴                  |
| 4                     | 김혁규                | 데프트                | 3316                  |                       |
| 5                     | 박종익                | 투신                  | 3152                  | 은퇴                  |
| 6                     | 한왕호                | 피넛                  | 3113                  |                       |
| 7                     | 이재완                | 울프                  | 3096                  | 은퇴                  |
| 8                     | 손시우                | 리헨즈                | 3001                  |                       |
| 2,500회 어시스트 이상 |                       |                       |                       |                       |
| 9                     | 조세형                | 마타                  | 2962                  | 은퇴                  |
| 10                    | 곽보성                | 비디디                | 2843                  |                       |
| 11                    | 송경호                | 스멥                  | 2720                  | 은퇴                  |
| 12                    | 조건희                | 베릴                  | 2611                  |                       |
| 13                    | 김종인                | 프레이                | 2589                  | 은퇴                  |
| 14                    | 류민석                | 케리아                | 2581                  |                       |
| 15                    | 김정민                | 라이프                | 2568                  |                       |
| 16                    | 홍민기                | 매드라이프            | 2525                  | 은퇴                  |
| 17                    | 박재혁                | 룰러                  | 2500                  | [ 8 ]                 |
|                       | 이서행                | 쿠로                  | 2472                  | 은퇴                  |
|                       | 강찬용                | 앰비션                | 2457                  | 은퇴                  |

## 같이 보기
- OGN
- SPOTV GAMES
- 라이엇 게임즈
- 리그 오브 레전드
- 리그 오브 레전드 챌린저스 코리아
- 나이스게임TV 리그 오브 레전드 배틀
- 나이스 게임 TV
- 리그 오브 레전드 월드 챔피언십
- 리그 오브 레전드 올스타전